# Benijófar
Benijófar község Spanyolországban, Alicante tartományban. Lakosainak száma 3471 fő (2024). Benijófar Formentera del Segura és Rojales községekkel határos.

## Népesség
A település lakosságának változását az alábbi diagram mutatja:
| Lakosok száma | 2132 | 3138 | 3541 | 3976 | 4153 | 3791 | 3163 | 3322 | 3323 | 3471 |
|               | 2001 | 2004 | 2006 | 2009 | 2011 | 2014 | 2016 | 2019 | 2021 | 2024 |